# Ronnie Sharp
Ronnie Sharp (Dundee, 28 november 1965) is een darter afkomstig uit Schotland. Zijn bijnaam Pancho heeft hij te danken aan zijn snor die lijkt op Pancho Villa.
Sharp maakte al drie optredens in de Winmau World Masters voor dat hij debuteerde op de World Professional Darts Championship 1990. Sharp bereikte de kwartfinale. Hij versloeg Kim Jensen in de eerste ronde met 3-0 en John Lowe in de tweede ronde met 3-2 alvorens te verliezen van Phil Taylor met 2-4. Taylor zou dat jaar zijn eerste van vele wereldtitels winnen. In World Professional Darts Championship 1991 verloor Sharp in de eerste ronde van Cliff Lazarenko met 0-3. Sharp wist zich niet te kwalificeren voor het World Professional Darts Championship 1992, maar keerde terug op de World Professional Darts Championship 1993. Sharp versloeg Peter Hunt in de eerste ronde met 3-0, maar verloor in de tweede ronde van Alan Warriner-Little met 1-3.
Het was op de World Professional Darts Championship 1994, waar Sharp zijn beste prestatie behaalde. De sport leed onder een split van de beste spelers van de BDO die vertrokken en een nieuw bestuursorgaan genaamd de World Darts Council (later bekend als de Professional Darts Corporation) opzette. Na het verslaan van landgenoot Trevor Nurse in de eerste ronde met 3-2, versloeg hij Roland Scholten met 3-1 in de tweede ronde. Sharp versloeg Troels Rusel in de kwartfinale met 4-1 alvorens in de halve finale te verliezen van John Part met 1-4 in sets. De laatste keer dat Sharp zich plaatste voor Lakeside was op de World Professional Darts Championship 1995. Sharp versloeg in de eerste ronde Bobby George met 3-0 maar verloor in de tweede ronde van Andy Fordham met 2-3.
Sharp maakte vervolgens een comeback op het Nationaal Kampioenschap van Schotland in 2006, en bereikte de kwartfinale. Hij speelde op de World Masters in 2006, maar verloor in de eerste ronde van Jarkko Komula. Hij keerde terug naar het Nationaal Kampioenschap van Schotland in 2008, maar verloor in de eerste ronde van de uiteindelijke winnaar van het toernooi Mike Veitch. Sharp speelde meest recent in de 2008 Welsh Open. Hij bereikte de laatste 128.
Sharp won ook WDF Europe Cup Pairs in 1992 samen met Jamie Harvey.

## Resultaten op Wereldkampioenschappen

### BDO
- 1990: Kwartfinale (verloren van Phil Taylor met 2-4)
- 1991: Laatste 32 (verloren van Cliff Lazarenko met 0-3)
- 1993: Laatste 16 (verloren van Alan Warriner-Little met 1-3)
- 1994: Halve finale (verloren van John Part met 1-4)
- 1995: Laatste 16 (verloren van Andy Fordham met 2-3)

### WDF
- 1989: Laatste 32 (verloren van Tony Payne met 2-4)
- 1991: Voorronde (verloren van Bruno Ladovaz met 3-4)
- 1993: Laatste 64 (verloren van Gerald Verrier met 3-4)